# Deportivo Saprissa
Deportivo Saprissa SAD är en costaricansk idrottsförening, mest känd för sitt fotbollslag. Klubben ligger i San Juan de Tibás, San José, och spelar sina hemmamatcher på Estadio Ricardo Saprissa Ayma. 
Fotbollssektionen har vunnit den costaricanska ligan 31 gånger och cupen 8 gånger, vilket gör Deportivo Saprissa till en av landets mest framgångsrika fotbollsklubbar. Klubben har haft Keylor Navas som målvakt.